# Girl's Garden
Girl’s Garden (яп. ガールズガーデン, Ґаразу Ґаден) — відеогра у жанрі action та симулятора побачень, яка була розроблена та видана компанією Sega для ігрової приставки Sega SG-1000 у лютому 1985 року. Ігровий процес концентрується на дівчинці, яка має збирати квіти для того, щоб завоювати кохання хлопчика. Це дебютна робота Юдзі Наки та Хіроші Каваґучі, програмістів Sega. Надалі Нака став співавтором серії Sonic the Hedgehog, а Каваґуті став складати музику для популярних аркадних ігор Sega. Girl’s Garden вважається простою та технічно разючою грою для SG-1000, а також однією з перших помітних симуляторів побачень. Деякі оглядачі розкритикували аспект внутрішньоігрових взаємин.

## Ігровий процес

Після успішного проходження рівня дівчина підносить квіти хлопчику

Girl's Garden - екшен аркадного стилю та симулятор побачень. Гравець управляє молодою дівчиною, на ім'я Папрі (яп. パプリ, Папурі), яка повинна збирати квіти, щоб завоювати прихильність хлопчика. Під час кожного раунду гравець повинен зібрати певну кількість квітів і принести їх хлопчикові до того, як закінчиться час, і хлопчик зустріне іншу дівчинку. Етапи побудовані у вигляді лабіринтів і населені ворожими істотами, як, наприклад ведмеді. Дівчина має обмежений набір посилень, які допомагають їй уникати противників.

## Розробка
Girl's Garden стала першою грою, розробленою для компанії Sega програмістами Юдзі Нака та Хіроші Каваґучі. Після того, як Нака у квітні 1984 року приєднався до компанії, його керівник у рамках першого місяця тренувань дав йому завдання на розробку гри для дівчаток. Нака розпочав спільну роботу з Каваґучі, іншим новачком-програмістом, і через два місяці вони продемонстрували свій прогрес у розробці Girl's Garden своєму керівникові. Той вирішив, що гра досить хороша, щоб закінчити її повністю і випустити для приставки SG-1000.
Розробка Girl's Garden зайняла п'ять місяців. Апаратні обмеження консолі ускладнили прокручування екрана та зображення великої кількості спрайтів. Оскільки ігрова консоль могла виводити на екран лише чотири спрайти на кожен растровий рядок, Нака та Каваґучі вирішили малювати ведмедів на задньому плані. Також було складно одночасно прокручувати фон, переміщуючи ведмедів і при цьому анімуючи квітучі квіти. Музика та звуки були запрограмовані Тору Накабаясі та Кацухіро Хаясі.
На виготовлення ПЗП мікросхем для картриджів пішло три місяці. Sega випустила близько 80 000 екземплярів Girl's Garden, з яких було продано половину. Згідно з сучасним ігровим виданням Game Machine, гра була випущена в січні 1985 року. У 1998 році Sega Saturn Magazine (Японія) написав, що він був випущений у грудні 1984 року. Проте в інтерв'ю 2002 року Нака не погодився з цим, заявивши, що, наскільки він пам'ятає за час розробки та виробництва гри, вона не могла бути випущена в тому році. Натомість він сказав, що гра вийшла у лютому 1985 року, і згадав, що його керівники попереджали про те, що у лютому ігри продаються погано

## Сприйняття та спадщина
У своїх оглядах для USgamer, Джеремі Періш назвав Girl's Garden «невинною, малозначною» і простою грою, а Боб Меккі написав, що це була «одна з найбільш дивовижних з технічного погляду ігор» для SG-1000. Меккі вважав, що у гри «милий» зовнішній вигляд, який приховує за собою «сумнівні» тони співзалежних відносин. Періш розкритикував гру за те, що вона поставила героїню в роль дівчинки яка «намагається завоювати симпатії хлопчика, а не врятувати його». Оглядач Ars Technica назвав Girl's Garden та Tenshitachi no Gogo «значними ранніми симуляторами побачень».
Girl's Garden було перевидано в 2006 році на абонентському ігровому сервісі GameTap. Гру можна також розблокувати у збірнику Sega 3D Fukkoku Archives 3: Final Stage для портативної системи Nintendo 3DS, якщо у гравця є збереження з попередньої версії, Sega 3D Fukkoku Archives. Гру планувалося випустити в онлайн-сервісі Sega Forever.
Юдзі Нака став одним із найвідоміших програмістів в ігровій індустрії. Найбільшу популярність він отримав після створення гри Sonic the Hedgehog 1991 року. Каваґучі став композитором Sega та написав музику для таких аркадних ігор, як Hang-On (1985) та Out Run (1986).